# Антимах
Антима́х (др.-греч. Ἀντίμαχος «противоборец») — в греческой мифологии один из троянских старейшин. Он возражал против предложения Антенора вернуть Елену грекам, чтобы избежать войны. В надежде на вознаграждение от Париса, Антимах даже требовал схватить Одиссея и Менелая, прибывших в Трою в качестве греческих послов, и убить их. Приам и Гектор не допустили такого бесчинства, поскольку послы находились под защитой громовержца Зевса. Впоследствии Агамемнон и Менелай отомстили Антимаху, убив его сыновей.
Гомер упоминает Антимаха как троянского старца, который получил золото от Париса. Отец Писандра, Гипполоха и Гиппомаха. Видимо, тождествен отцу Тисифоны. Его дворец упоминает Квинт Смирнский.